# Ocnele Mari
Ocnele Mari este un oraș în județul Vâlcea, Oltenia, România, format din localitățile componente Buda, Cosota, Făcăi, Gura Suhașului (reședința), Lunca, Ocnița, Slătioarele și Țeica. Are o populație de 3.309 locuitori. Este una din cele mai vechi așezări umane din această zonă a Olteniei, datorită și importantului zăcământ de sare.

## Așezare geografică
Orașul este așezat în partea central-sudică a României, în zona Subcarpaților Vâlcii, de-alungul văii Pârâului Sărat.
În Ocnele Mari se poate ajunge folosind drumul DN 67 (strada Copăcelu a municipiului Râmnicu Vâlcea) și strada Alexandru Ioan Cuza a orașului care se intersectează cu aceasta.
Așezarea se află într-o depresiune, la o altitudine de circa 320 m, fiind străjuită de dealuri cu o altitudine între 400 și 600 m.
Sub aceste dealuri se află un masiv de sare de circa 600 m grosime, care constituie principala resursă naturală a locului și care fost exploatată din cele mai vechi timpuri, dând dealtfel și numele localității ("ocnă" înseamnă "mină de sare").
Salina de la Ocnele Mari este cea mai mare din țară, are o suprafață de peste 20.000 de metri pătrați, iar lungimea galeriilor depășește 13.000 de metri.
Exploatarea sării s-a făcut și se mai face prin extracție de bulgări (magle) din salină (mină de sare cunoscută și sub denumirea de ocnă de sare). De la jumǎtatea anilor 1950, datorită apariției Uzinei de Sodă Govora, s-a trecut și la exploatarea sării prin soluție saturată cu ajutorul sondelor.
Acest ultim sistem a dus în ultimii ani la prăbușirea unor caverne subterane create prin exploatare sării în soluție saturată (saramură) pe o suprafață de circa 50 ha, producând probleme de natură ecologică și mai ales socială.
O altă mare bogăție naturală a locului este și tuful calcaros ("malul" cum îl numesc localnicii), exploatat și acesta pentru diferite produse industriale.

## Stațiunea balneo-climaterică

Surparea cavernei de sare

Ocnele Mari, cunoscut încă din neolitic și menționat documentar ca oraș în anul 1402, redeclarat oraș în anul 1960, după ce în anul 1948 fusese transformat în comună, are în componența sa localitățile: Buda, Cosota, Făcăi, Gura Suhașului (include Ocnele Mari - centru) Lunca, Ocnița, Slătioarele și Țeica. Până în anul 1956, tot de Ocnele Mari aparțineau și localitățile Copăcel, Râureni și Stolniceni. Orașul se întindea până la râul Olt. Acum aceste localități aparțin de municipiul Râmnicu Vâlcea. 
Vechile denumiri de acces numite "Drumul Sării" aveau direcțiile: Ocnele Mari - Râureni - Drăgășani - Vidin, Ocnele Mari - Horezu - Severin,Ocnele Mari - Râmnicu Vâlcea.
Datorită apelelor clorosodice și iodurate, secondate de nămolul sapropelic (formate deasupra masivului) ce reprezintă o sursă de sănătate prin proprietățile lor terapeutice, pe la 1812, s-au deschis primele stabilimente de tratament folosind apa sărată dintr-o fostă gură de ocnă Balta Roșie adâncă de 120 m. Aceste ape în combinație cu nămolul sapropelic tratează reumatismul ,afecțiunile ginecologice și afecțiuni ale sistemului osos la copii. În prezent, stațiunea continuă să funcționează în sezonul călduros.
De mulți ani, în urma numărului mare de turiști proveniți din municipiul Craiova, orașul a căpătat supranumele de Marea Craiovei.

## Demografie
Componența etnică a orașului Ocnele Mari
     Români (92,12%)
     Alte etnii (7,88%)
Componența confesională a orașului Ocnele Mari
     Ortodocși (90,94%)
     Alte religii (0,96%)
     Necunoscută (8,1%)
Conform recensământului efectuat în 2021, populația orașului Ocnele Mari se ridică la 3.134 de locuitori, în scădere față de recensământul anterior din 2011, când fuseseră înregistrați 3.309 locuitori. Majoritatea locuitorilor sunt români (92,12%). Din punct de vedere confesional, majoritatea locuitorilor sunt ortodocși (90,94%), iar pentru 8,1% nu se cunoaște apartenența confesională.
|  | Graficele sunt indisponibile din cauza unor probleme tehnice. Mai multe informații se găsesc la Phabricator și la wiki-ul MediaWiki. |

Date: Recensăminte sau birourile de statistică - grafică realizată de Wikipedia

## Politică și administrație
Orașul Ocnele Mari este administrat de un primar și un consiliu local compus din 13 consilieri. Primarul, Remus-Gabriel Sasu[*], de la Partidul Social Democrat, este în funcție din octombrie 2020. Începând cu alegerile locale din 2024, consiliul local are următoarea componență pe partide politice:
|  | Partid                    | Consilieri | Componența Consiliului | Componența Consiliului | Componența Consiliului | Componența Consiliului | Componența Consiliului | Componența Consiliului | Componența Consiliului |
|  | ------------------------- | ---------- | ---------------------- | ---------------------- | ---------------------- | ---------------------- | ---------------------- | ---------------------- | ---------------------- |
|  | Partidul Social Democrat  | 7          |                        |                        |                        |                        |                        |                        |                        |
|  | Partidul Național Liberal | 5          |                        |                        |                        |                        |                        |                        |                        |
|  | Partidul Ecologist Român  | 1          |                        |                        |                        |                        |                        |                        |                        |

## Istoric

### Vestigiile arheologice
Orașul este locuit încă din epoca de piatră. Între dealurile care îl înconjoară, pe Valea Bradului, au fost găsite urme a unei așezări din epoca neolitică: unelte din piatră ca topoare, vârfuri de lance, cuțite sau vase confecționate din lut ars.
Pe la începutul anilor 1960, un profesor din localitate, Gheorghe Moșteanu, descoperă întâmplător, într-o grădină a sa din punctul Cosota, niște vase din lut ars, diferite de cele din Valea Bradului, aflată peste deal. Anunță secția muzeului raional Vâlcea, și se constată acolo un mare depozit arheologic. Venit de la Facultate de Istorie a Universității București, profesorul Dumitru Berciu, decide deschiderea unui șantier arheologic și este surprins să constate descoperirea unei cetăți dacice vechi de peste 2000 de ani, denumită cetatea Buridava (în traducere cetatea burilor), menționată de istoricul grec Ptolemeu în scrierile sale.
În zona cetății Buridavei a fost descoperită o necropolă unde s-au găsit diferite obiecte cu valoare arheologică precum: ulcioare, cești și blide din lut ars și un mare depozit subteran de cereale, construit în tuful calcaros al dealului. Lângă aceste vestigii se află o fântână, despre care se spune, într-o legendă locală, că ar fi fost construită încă din timpuri îndepărtate și că prin conductele din olane arse de lut, s-ar fi alimentat așezările din aval. 
Legenda a fost în mare parte confirmată, deoarece s-au găsit o serie de canalizări din olane de lut ars, și chiar la peste 200 m există o ieșire de unde curge apa din fântână. Insăși fântâna are o construcție specială, prezentându-se de fapt ca un bazin colector subteran, destul de mare, care are o deschidere îngustă pentru a putea fi luată apa cu o ciutură cu cumpănă.
Însă descoperirea cea mai importantă o reprezintă o ceramică cu inscripția "BUR", care ar putea avea legătură cu numele Buridava sau chiar cu Burebista. De asemenea, pe un ciob de vas de pământ s-au găsit scrijelite inscripțiile "REB" și "MARK", acestea ducându-ne cu gândul la geto-daci.
Dar importantă pare ar fi inscripția pe o vază de lut, Basileo Thamarcos Epoiei, care s-a dovedit a fi un rege local contemporan cu împăratul roman Octavian Augustus.
Aceasta cetate dacică face parte din fostele fortărețe, alături de cele de la Tetoiu și Grădiștea, care au constituit un ingenios sistem defensiv în partea sud- estică a reședinței regilor daci, Sarmizegetusa Regia, din munții Orăștiei.
Volker Wollmann în monografia sa asupra mineritului subliniază prezența în imediata apropiere a zăcămintelor de sare, de fiecare dată, a unei fortificații romane. Lângă exploatările de sare de la Ocnele Mari s-a aflat Buridava romană. În epoca romană modul de exploatare a sării a avut un caracter sezonier (din primăvară, până înspre toamnă), implicând însă asigurarea nevoilor generale ale statului pe durata unui întreg an calendaristic. Prin sarea sa, Dacia era cel puțin tot atât de importantă imperiului roman, cât pentru resursele ei de aur.

### Atestarea documentară și evoluția în evul mediu

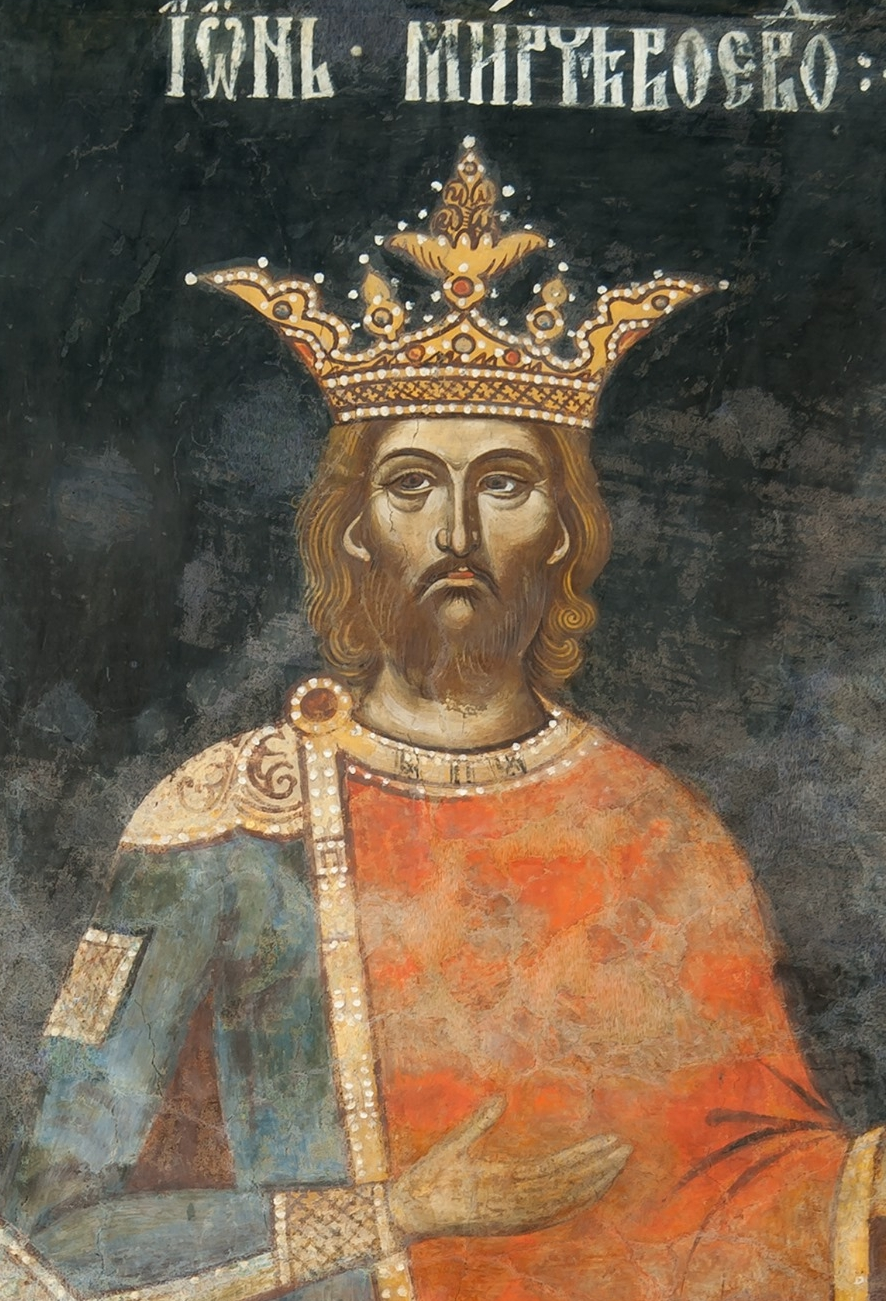
Mircea cel Bătrân, cel care numește localitatea "târg"

Localitatea este atestată printr-un document redactat între anii 1408 și 1418, semnat de Mircea cel Bătrân, în care așezarea este numită "târg", și întǎrește dania lui Anghel de la Ocnǎ „casa lui sau locuri sau vii, avere moartă sau vie sau orice de la mic până la mare să fie starețului chir Sofronie de la mănăstirea Cozia”. De fapt până în jurul anului 1450, mănăstirea Cozia a fost proprietara unei guri de ocnă, fiind cea care exploata și vindea sarea, ca urmare a unui hristov al domnitorului Mircea cel Bătrân.
De asemenea, numeroase hrisoave, purtând pecetea domnitorilor, consemnează numele târgului numit de obicei "Ocna Mare": Vlad Călugărul, Radu cel Mare, Vintilă Vodă, Radu Paisie, Simion Movilă, Radu Șerban și Radu Mihnea. Sarea aducea venituri importante în visteria domniei și astfel devenea un element esențial în economia statului. Sarea a reprezentat monopolul domniei, domnitorul fiind stăpân al zăcământului, iar terenul proprietate privată a unui locuitor, acesta putând chiar să-l vândă.
Totodată se stabilește cu certitudine, cu ocazia cercetărilor din Cosota, că exploatarea zăcământului de sare se face din perioade foarte înaintate, încă de mii de ani. Numeroasele lacuri sărate (care în legendele locului sunt vechi guri de ocne) reprezintă o dovadă în acest sens. Conform documentelor din timpul lui Mircea cel Bătrân, valorificarea resurselor naturale se realiza cu țiganii robi (țiganii erau singurii robi din Țara Românească), denumiți ciocănași. După deposedarea mănăstirii Cozia de ocne, robii au devenit liberi, fiind asimilați de localnici. În zona țigăniei Ocnelor, la leat 7ooo (1491 - 1492), s-a ridicat o cruce de piatră care constituie unul dintre monumentele epigrafice vechi din județului Vâlcea, lângă fântâna lui Bozdoc.
Documentele din secolul al XVI-lea , arată că târgul purta denumirea de "Ocne" sau "Ocna de la Râmnic", după aceea cu numele de "Ocnele Mari" sau "Vel Ocnă", spre a se deosebi de "Ocna Mică" de lângă Târgoviște. 
Prima mențiune a conducătorilor orașului, județul și cei 12 pârgari de la Ocna Mare, datează din 26 august 1612, când îi întâlnim depunând mărturie pentru pricina unor "rumâni".

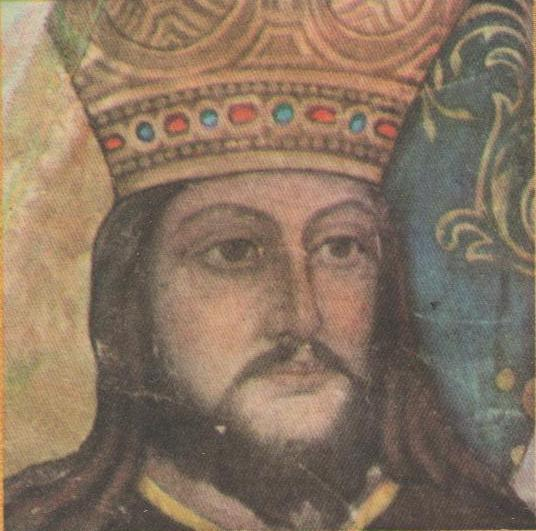
Negru Vodă

În Ocnele Mari, în secolul al XVI-lea se afla o biserică domnească, ai cărei preoți, precum și casele lor, erau scutiți de dări și de obligații față de cămărașii de la Ocnă. Acest lăcaș de cult nu a supraviețuit, surpându-se înainte de 1676; biserica ridicată apoi pe acest loc, cu hramul Sfântul Gheorghe, considerată și ea domnească, datează din 1676-1677. La Ocna s-a ridicat Mănăstirea Sfântul Ioan Zlataust (numită și Mănăstirea Titireciu), care este menționată prima dată în 1597, când primește ca danie niște moșii. În Ocnele Mari se aflau mai multe fântâni, una numită "Fântâna Domnească", pusă de tradiție pe seama lui Negru Vodă, și alta ridicată de Dobromir, mare ban de Craiova, din porunca lui Alexandru II Mircea. În 1568-1577, soția lui Alexandru vodă, Doamna Ecaterina Salvaresso, a ridicat lângă Ocna Mare Mănăstirea Slătioarele, căreia Mihnea Turcitul îi întărea la 1 septembrie 1579 o parte de sat.
În toamna anului 1964, s-a creat ultimul lac sărat deasupra prăbușirii exploatării subterane din cartierul Ocnița. Până în 1936, la această exploatare au lucrat și pușcăriași din peniteciarul de lângă salină. Ultima prăbușire sa petrecut în 11 septembrie 2004 la exploatarea de pe dealul Țeica (exploatare prin sonde) producând un dezastru ecologic și social. Au fost strămutate peste 100 de gospodării afectate de apa sărată ieșită din pământ și prăbușirea terenului.
În timpul eclipsei de soare din 1999, localitatea s-a aflat în punctul de durată maximă al fenomenului.

## Centrul de detenție
Penitenciarul de la Ocnele Mari, dispărut odată cu surparea salinei, a reprezentat până în anul 1948 unul dintre centrele în care, alături de deținuți de drept comun, au fost încarcerați și membri ai Partidului Comunist din România, printre care și Gheorghe Gheorghiu-Dej. După instaurarea regimului comunist, penitenticiarul a devenit unul dintre cele mai importante lagăre de concentrare a luptătorilor din Mișcarea Națională de Rezistență Anticomunistă. Unul dintre cele mai semnificative figuri intelectuale încarcerate la Ocnele Mari a fost și gânditorul Petre Țuțea. De numele acestuia se leagă unul dintre puținele evenimente fericite din istoria pușcăriei, și anume încetarea procesului de reeducare, ca urmare a protestului înaintat de Țuțea directorului penitenciarului, prin care amenința cu sinuciderea în masă a tuturor deținuților politici. Evenimentul se petrecea prin anul 1958, când conducerea de stat a luat hotarârea de a înființa un centru de reeducare pentru minori (cunoscut ca școală de corecție), dar scopul fiind acoperirea detenției politice care exista în continuare însă sub denumirea de "drept comun". Nimeni din localitate nu îndrăznea să spună ce se petrece acolo și nimeni nu "vedea" căruța pușcăriei care ducea morții la cimitir.
La Ocnele Mari au fost exterminați prin împușcare o serie de figuri însemnate ale intelectualității românești și oameni simpli, legați de idealul luptei anticomuniste, îngropați ca anonimi în cimitirul Bozeasca. Penitenciarul rămâne în istoria României drept unul dintre cele mai dure centre de detenție, unde condițiile insuportabile contribuiau decisiv la distrugerea psihică și fizică a deținutului.

## Personalități născute aici
- Mircea Demetriade (1861 - 1914), dramaturg, actor;
- Faust Nicolescu (1880 - 1951), compozitor, profesor;
- Gheorghe Udubașa (1938 - 2019), geolog, membru al Academiei Române;
- Mariana Iosifaru (1948 - 2023), istoric, arheolog;
- Ioan Luchian Mihalea (1951 - 1993), compozitor, cântăreț, dirijor.